# Старый Ковыляй
Старый Ковыляй — село, центр сельской администрации в Темниковском районе. Население 265 чел. (2001), в основном русские.
Расположен на реке Урей, в 35 км от районного центра и 68 км от железнодорожной станции Торбеево. Название-характеристика: от м. кев, ляй «каменистый овраг с водным источником». Основан в начале 17 в., о чём упоминается в «Книге письма и дозору Ивана Усова да Ильи Дубровского» (1614). В «Списке населённых мест Пензенской губернии» (1869) Старый Ковыляй — село владельческое из 95 дворов Краснослободского уезда. По подворной переписи 1913, в Старом Ковыляе было 111 дворов (729 чел.); церковь, ЦПШ, 3 ветряные мельницы, 2 маслобойки и просодранки, 2 лавки. По сельскохозяйственному налоговому учёту 1930, в селе насчитывалось 254 двора (1 253 чел.). Создан колхоз им. Сталина, с 1956 — им. 22-го съезда КПСС, 1990 — ТОО «Восход», с 1998 — СХПК. В современном селе — библиотека, ДК, магазин; Рождественская церковь (1826; построена князем Я. Д. Бибарсовым). Уроженка Старого Ковыляя — педагог А. П. Солдатова. В Староковыляйскую сельскую администрацию входят деревня Армеевка (54 чел.), Нижние Борки (183), село Буртасы (22) и Рощино (30 чел.).

## Источник
- Энциклопедия Мордовия, Л. Н. Лапшова, И. Н. Чумарова.